# Parlamentswahl in Südafrika 2009
- AZAPO: 1
- PAC: 1
- APC: 1
- ANC: 264
- COPE: 30
- UDM: 4
- MF: 1
- ID: 4
- DA: 67
- ACDP: 3
- UCDP: 2
- IFP: 18
- VF+: 4

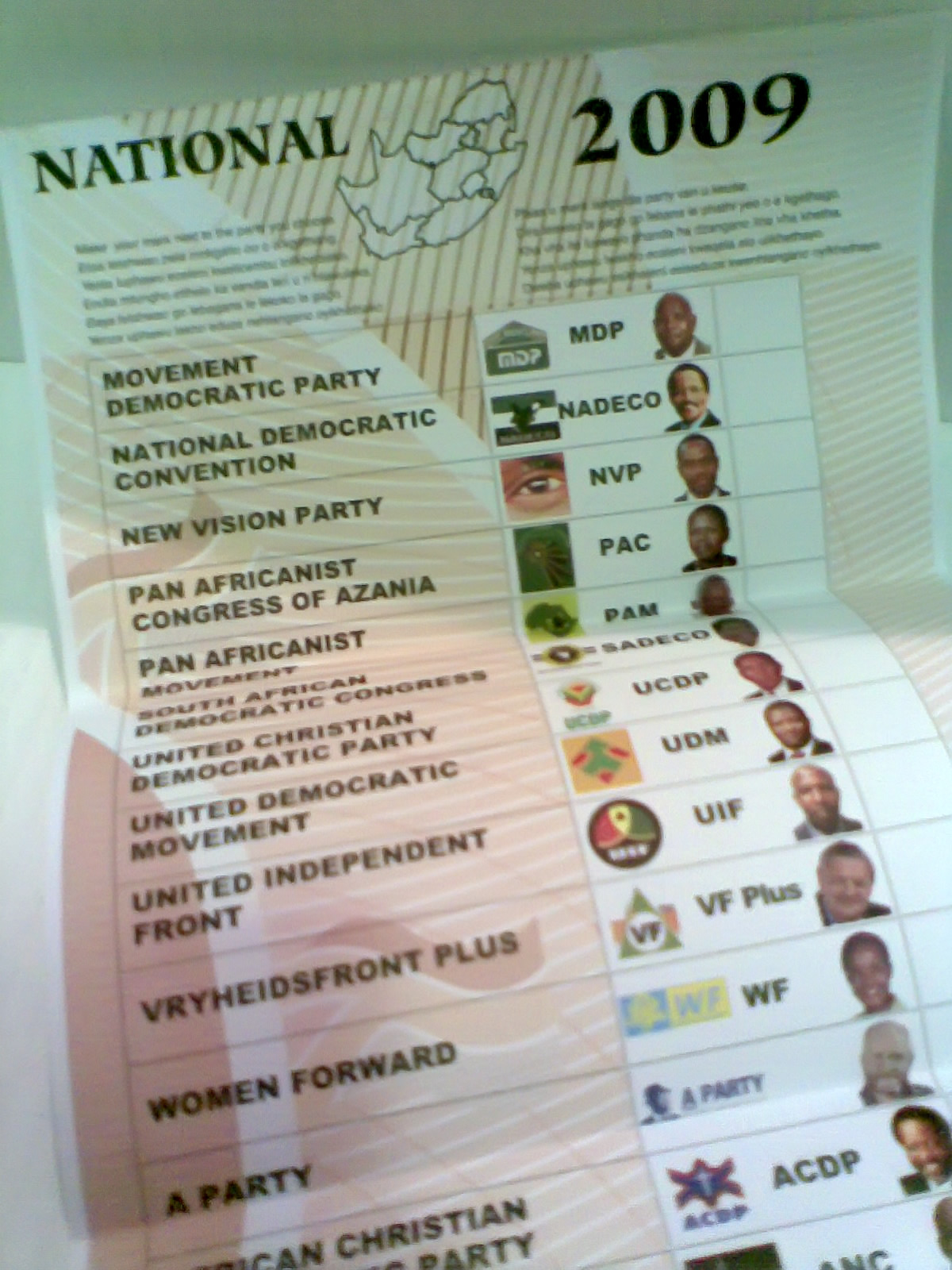
Wahlzettel

Am 22. April 2009 fand die südafrikanische Parlamentswahl statt. 26 Parteien traten zur Wahl an, 13 gelang der Einzug ins Parlament. Die Wahlbeteiligung betrug 77,3 %.
Der regierende African National Congress (ANC) unter Jacob Zuma konnte seine absolute Mehrheit verteidigen, verlor jedoch die Zwei-Drittel-Mehrheit, die er bei der Wahl im Jahr 2004 errungen hatte.
Die Mandate für die Nationalversammlung wurden nach dem Verhältniswahlrecht vergeben.
Außerdem wurden die neun Provinzversammlungen (Provincial legislatures) neu gewählt.

## Endergebnis
| Partei                             | Kürzel | Spitzenkandidat      | Ergebnis | Veränderung | Sitze | Veränderung |
| ---------------------------------- | ------ | -------------------- | -------- | ----------- | ----- | ----------- |
| African National Congress          | ANC    | Jacob Zuma           | 65,90 %  | − 3,79 %    | 264   | − 15 ▼      |
| Democratic Alliance                | DA     | Helen Zille          | 16,66 %  | + 4,29 %    | 67    | + 17 ▲      |
| Congress of the People             | COPE   | Mosiuoa Lekota       | 7,42 %   | + 7,42 %    | 30    | + 30 ▲      |
| Inkatha Freedom Party              | IFP    | Mangosuthu Buthelezi | 4,55 %   | − 2,42 %    | 18    | − 10 ▼      |
| Independent Democrats              | ID     | Patricia de Lille    | 0,92 %   | − 0,81 %    | 4     | − 3 ▼       |
| United Democratic Movement         | UDM    | Bantu Holomisa       | 0,85 %   | − 1,43 %    | 4     | − 5 ▼       |
| Vryheidsfront Plus                 | VF+    | Pieter Mulder        | 0,83 %   | − 0,06 %    | 4     | ± 0 ▬       |
| African Christian Democratic Party | ACDP   | Kenneth Meshoe       | 0,81 %   | − 0,79 %    | 3     | − 4 ▼       |
| United Christian Democratic Party  | UCDP   | Lucas Mangope        | 0,37 %   | − 0,38 %    | 2     | − 1 ▼       |
| Pan Africanist Congress            | PAC    | Motsoko Pheko        | 0,27 %   | − 0,46 %    | 1     | − 2 ▼       |
| Minority Front                     | MF     | Amichand Rajbansi    | 0,25 %   | − 0,10 %    | 1     | − 1 ▼       |
| Azanian People’s Organisation      | AZAPO  | Mosibudi Mangena     | 0,22 %   | − 0,03 %    | 1     | ± 0 ▬       |
| African People’s Convention        | APC    | Themba Godi          | 0,20 %   | + 0,20 %    | 1     | + 1 ▲       |

Außer den hier genannten traten 13 weitere Parteien zur Wahl an, die keinen Sitz erringen konnten, da sie jeweils weniger als 0,2 % der Stimmen erhielten.

Wahlgewinner nach Stimmbezirken. Dunklere Färbung bedeutet absolute Mehrheit, hellere Färbung relative Mehrheit.